# Vălenii de Munte
Vălenii de Munte (pronunciació en romanès: [vəˈlenij de ˈmunte]) és una ciutat del comtat de Prahova, al sud de Romania (la regió històrica de Muntènia), amb una població d’uns 13.309 habitants. Es troba a la vall del riu Teleajen a 28 quilòmetres al nord de la seu del comtat de Ploiești.
Les ciutats germanes de la ciutat són Eaubonne, Cimișlia i Sarandë.
Segons el cens del 2011, la població de Vălenii de Munte ascendeix a 12.257 habitants, menys respecte al cens anterior del 2002, quan es registraven 13.309 habitants. La majoria dels habitants són romanesos (94,02%). Per al 4,97% de la població, es desconeix l’ètnia. Des del punt de vista confessional, la majoria dels habitants són ortodoxos (91,32%), amb una minoria de pentecostals (1,53%). Per al 5,27% de la població, no es coneix l’afiliació confessional.

## Història
La primera referència registrada sobre la ciutat es remunta al segle xvii.

## Gent

### Fills il·lustres
- Roberto Alecsandru (nascut el 1996), futbolista
- Sergiu Arnăutu (nascut el 1990), futbolista
- Mădălina Manole (1967–2010), cantant, actriu
- Gheorghe Pănculescu (1844-1924), enginyer
- Laurențiu Rebega (nascuda el 1976), política
- Horia Stamatu (1912–1989), poeta i assagista

### Residents notables
- Nicolae Iorga (1871-1940), historiador, polític, escriptor
- Nicolae Tonitza (1886-1940), pintor

## Museus
- Casa memorial Nicolae Iorga
- Museu etnogràfic de la vall de Teleajen
- Museu de ciències naturals que creix prunera
- Museu d’arts religioses Queen Mary i escola missionera nacional

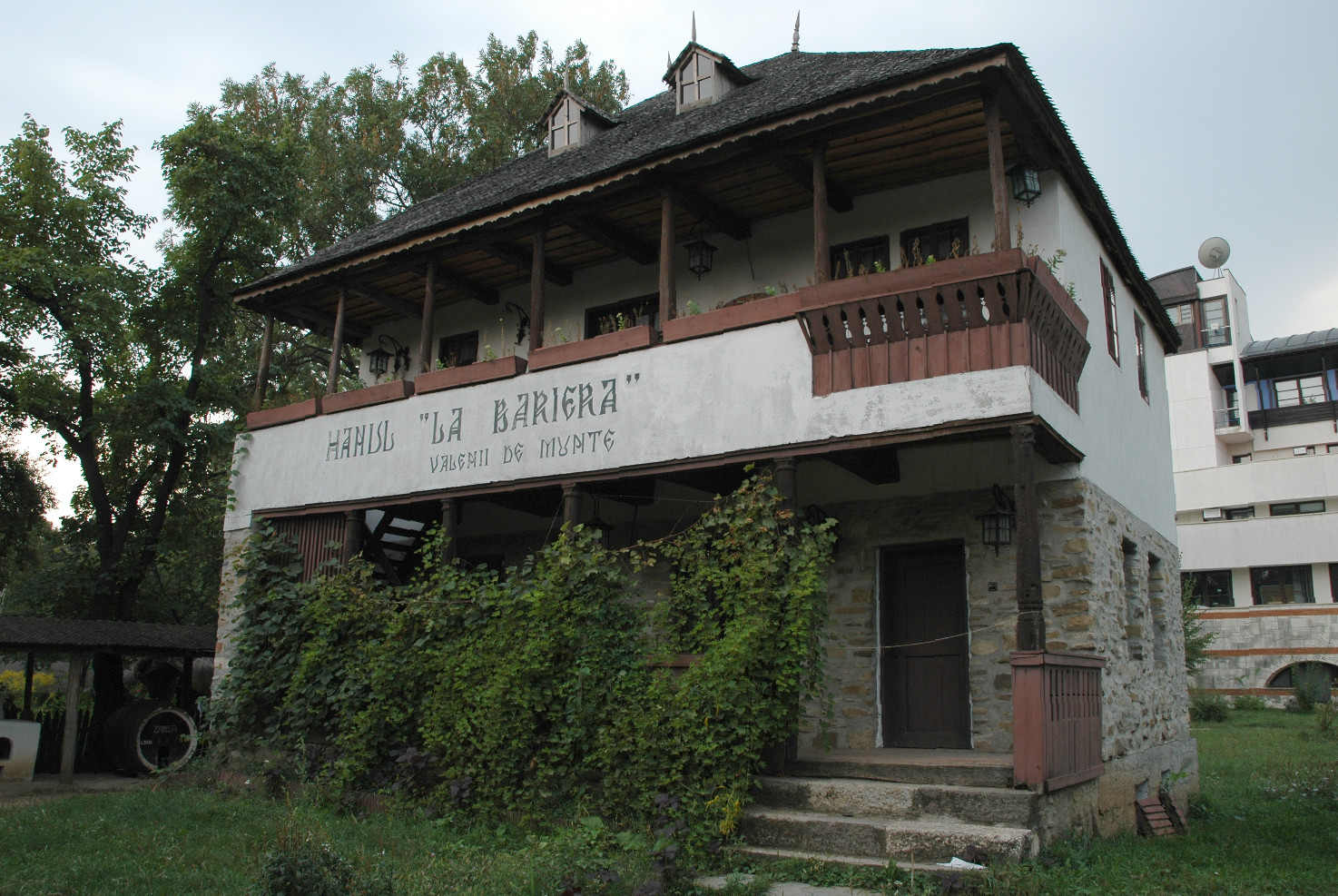
La fonda "La barieră" ("La barrera"), situada originalment a Vălenii de Munte, es pot veure avui al Museu del Poble de Bucarest.

## Clima
Vălenii de Munte té un clima continental humit (Cfb a la classificació climàtica de Köppen).